# The Best Is Yet to Come
The Best Is Yet to Come is een nummer van de Belgische band Novastar uit 2000. Het is de tweede single van hun titelloze debuutalbum.
Zoals de titel al aangeeft, gaat het nummer over het feit dat het beste nog moet komen. Het nummer haalde in Vlaanderen de 3e positie in de Tipparade. Ondanks dat het nummer in Nederland geen hitlijsten bereikte, werd het er wel een radiohit.